# Eriocaulon sachalinense
Eriocaulon sachalinense là một loài thực vật có hoa trong họ Eriocaulaceae. Loài này được Miyabe & Nakai mô tả khoa học đầu tiên năm 1928.